# 邓小岚
邓小岚（1943年—2022年3月21日），籍贯福建闽县（今属福州市），生于河北阜平，中华人民共和国政治、教育人物，前人民日报社社长邓拓之女。

## 生平

### 早年
邓小岚在1943年出生于中国共产党下辖的抗日敌后根据地，其父邓拓时任晋察冀日报社社长，由于日军时常在晋察冀边区开展扫荡，本位于马兰村的报社多次紧急转移。邓小岚的母亲丁一岚在一次突围中途经易家庄村生下了她。其父母因工作关系不便照顾邓小岚，将其寄养在马兰村的村民家中，邓小岚的童年在马兰村度过。
1949年中共中央到北京后，邓小岚随父母到北京生活。邓小岚自小受到了良好的教育，由于音乐教师很好，音乐成了邓小岚一生的爱好。邓小岚高中就读于北京师范大学附属女子中学，在高中时，邓小岚递交了入党申请书。后升入清华大学化工系，1965年4月28日，邓小岚被批准加入中国共产党。1966年，邓拓受到迫害自杀，他的家庭因此也受到严重影响。

### 工作
1970年邓小岚自清华大学毕业后，被迫离开北京，分配到山东泰安，在熟人介绍下到泰安电讯三厂工作，期间认识了丈夫刘青岗并结婚。其后又调到制药厂工作，在那里推行了药品的严格质检制度。1986年，邓小岚到福州参加邓拓去世20周年的研讨会，1994年又陪同其母到福州参加邓拓纪念馆开馆仪式。
1995年，邓小岚回到北京，在北京公安科技管理的岗位工作，2003年退休。因母亲丁一岚致力于晋察冀日报史的研究，邓小岚也加入了晋察冀日报史研究会，后担任研究会副会长。

### 义务支教马兰村
邓小岚对其成长的马兰村一直有很深的感情，在工作期间，邓小岚就于1997年和2002年两次到马兰村。退休后，邓小岚同原报社人员到马兰村为中共抗日烈士扫墓，碰到一群来扫墓的孩子，邓小岚发现他们并不会唱歌，连国歌都只有一两人勉强会唱。邓小岚遂决定教他们唱歌。
2004年起，邓小岚几乎每个月都要从北京乘车到马兰村支教，同时在丈夫、弟弟妹妹的协助下凑了4万元为当地小学翻新校舍，并带去各种乐器。2006年，邓小岚建立了马兰小乐队，2008年后以乐队的名义举办了各种小型音乐会、音乐节等，亦曾登上河北电视台和北京电视台参与演出。2015年，邓小岚带领马兰小乐队参加音乐无国界联欢会，用英文演唱《友谊地久天长》。
2021年9月，北京冬奥会开幕式导演组注意到了阜平有许多受音乐影响的孩子，便邀请城南庄的44名小学生组建起马兰花合唱团参加北京冬奥会开幕式合唱，其中8名学生来自马兰小乐队。在2022年2月的冬奥会开幕式中，该合唱团用希腊语演唱了《奥林匹克颂》。

### 逝世
2022年3月19日，邓小岚在马兰村接受采访时突发脑血栓摔倒，在阜平县医院溶栓后急送至北京天坛医院，但最终不治，21日23点48分在医院逝世，享年79岁。

## 身后
因2019冠状病毒病疫情原因，中共阜平县委与邓小岚的家人决定不举行遗体告别仪式。邓小岚的骨灰被安葬于马兰村。中共保定市委宣传部等授予邓小岚“保定市最美教师”称号并向河北省教育厅推荐她为全国最美教师。
2022年4月8日，中共中央和中华人民共和国国务院追授邓小岚“北京冬奥会、冬残奥会突出贡献个人”称号，也是唯一一位被追授该奖项者。2023年3月4日，邓小岚入选2022年感动中国年度人物评选。

## 家庭
邓小岚的父母邓拓、丁一岚皆为中国共产党早期党员，1942年3月结婚。
弟弟：邓云、邓壮；
妹妹：邓小虹、邓岩。
丈夫：刘青岗，在山东泰安结婚，两人育有一儿一女。